# Karin Lednická
Karin Lednická (ur. 5 lutego 1969 w Karwinie) – czeska pisarka, tłumaczka i wydawca.
Dzieciństwo spędziła w Hawierzowie. Po maturze pracowała w przemyśle w okolicach Ostrawy i Karwiny. Na początku lat 90. pisywała artykuły dla lokalnej prasy. W latach 1993 i 1994 studiowała w Londynie. Wydawaniem książek, w tym przetłumaczonych przez siebie, zajmuje się od 1997 roku. W styczniu 2020 roku wydała swoją pierwszą książkę Šikmý kostel, której akcja rozgrywa się w latach 1894 do 1921 w dobie narastającego polsko-czeskiego konfliktu narodowościowego w okolicy tytułowego kościoła św. Piotra z Alkantary w Karwinie w Zagłębiu Karwińskim. Kolejny tom z 2021 obejmuje lata 1921 do 1945, natomiast trzeci z 2024 lata 1945 do 1961. W 2022 wydana została z koleji jej książka o tragedii żywocickiej z 1994 pod tytułem Životice: obraz (po)zapomenuté tragédie.
W 2024 roku została odznaczona Medalem Za Zasługi I stopnia.
Mieszka w Svinovie. Ma syna i córkę.